# Finse ijshockeyploeg (vrouwen)

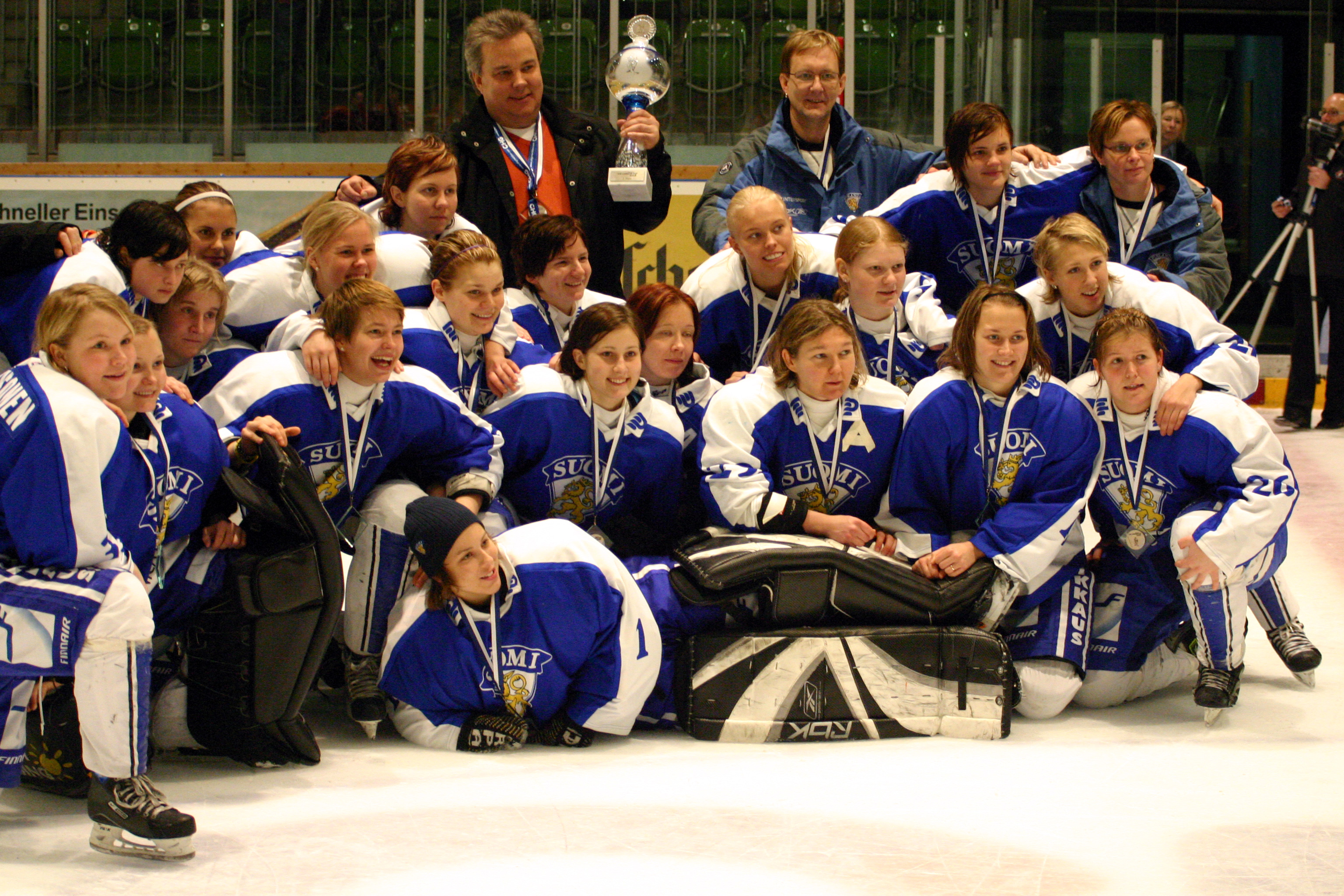
De Finse ijshockeydames vieren de 2^{e} plaats in de Air Canada Cup 2008

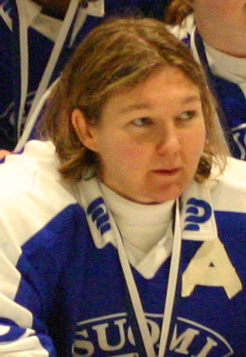
Recordinternational Karoliina Rantamäki

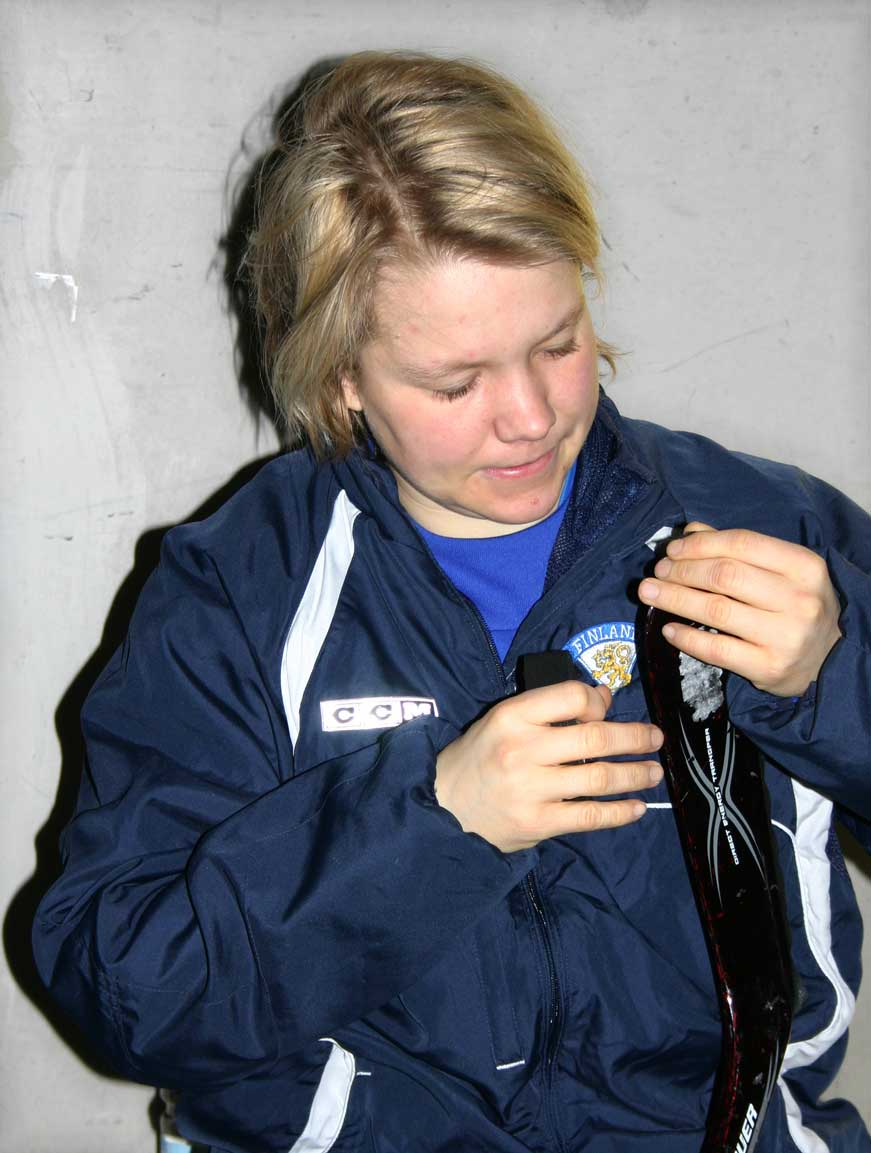
International en IOC-lid Emma Terho

De Finse vrouwenijshockeyploeg is een team van ijshockeyers dat Finland vertegenwoordigt in internationale vrouwenijshockey wedstrijden. Het heeft deelgenomen aan alle Olympische Spelen en wereldkampioenschappen met als resultaat 3× brons op de Olympische Spelen en 12× brons op het wereldkampioenschap. In alle gevallen legden de Amerikaanse en Canadese dames beslag op het goud en zilver.
Het team werd vier keer Europees kampioen (in 1989, 1991, 1993 en 1995). De beste klasseringen in de 3/4 Nations Cup waren tweede plaatsen in 2001 en 2013. De Women's Nations Cup werd gewonnen in 2014 en 2017.
Topscorer aller tijden van het Finse vrouwenteam is Riikka Sallinen met 204 doelpunten. Recordinternational is Karoliina Rantamäki met 256 interlands. Zij en Emma Terho zijn de enige Finse ijshockeysters die vijf keer aan de Olympische Spelen hebben deelgenomen.

## Deelname aan de Olympische Spelen
| Jaar | Locatie                           | Plaats    |
| ---- | --------------------------------- | --------- |
| 1998 | Japan (Nagano)                    | Brons     |
| 2002 | Verenigde Staten (Salt Lake City) | 4e plaats |
| 2006 | Italië (Turijn)                   | 4e plaats |
| 2010 | Canada (Vancouver)                | Brons     |
| 2014 | Rusland (Sotchi)                  | 5e plaats |
| 2018 | Zuid-Korea (Pyeongchang)          | Brons     |
| 2022 | China (Peking)                    | Brons     |

## Deelname aan het wereldkampioenschap
| Jaar | Locatie                                          | Plaats    |
| ---- | ------------------------------------------------ | --------- |
| 1990 | Canada (Ottawa)                                  | Brons     |
| 1992 | Finland (Tampere)                                | Brons     |
| 1994 | Verenigde Staten (Lake Placid)                   | Brons     |
| 1997 | Canada (diverse plaatsen in Ontario)             | Brons     |
| 1999 | Finland (Espoo)                                  | Brons     |
| 2000 | Canada (diverse plaatsen in Ontario)             | Brons     |
| 2001 | Verenigde Staten (diverse plaatsen in Minnesota) | 4e plaats |
| 2004 | Canada (Halifax, Dartmouth)                      | Brons     |
| 2005 | Zweden (Linköping)                               | 4e plaats |
| 2007 | Canada (Winnipeg, Selkirk)                       | 4e plaats |
| 2008 | China (Harbin)                                   | Brons     |
| 2009 | Finland (Hämeenlinna)                            | Brons     |
| 2011 | Zwitserland (Zürich, Winterthur)                 | Brons     |
| 2012 | Verenigde Staten (Burlington)                    | 4e plaats |
| 2013 | Canada (Ottawa)                                  | 4e plaats |
| 2015 | Zweden (Malmö)                                   | Brons     |
| 2016 | Canada (Kamloops)                                | 4e plaats |
| 2017 | Verenigde Staten (Plymouth)                      | Brons     |
| 2019 | Finland (Espoo)                                  | Zilver    |
| 2021 | Canada (Calgary)                                 | Brons     |
| 2022 | Denemarken (Herning, Frederikshavn)              | 6e plaats |
| 2023 | Canada (Brampton)                                | 5e plaats |
| 2024 | Verenigde Staten (Utica, New York)               | Brons     |
| 2025 | Tsjechië (České Budějovice)                      | Brons     |